# 钦吉斯·艾达尔别科夫
钦吉斯·阿扎马托维奇·艾达尔别科夫（1977年10月22日—），吉尔吉斯斯坦外交官、前吉尔吉斯斯坦外交部长。
艾达尔别科夫生于苏联吉尔吉斯苏维埃社会主义共和国伏龍芝市（今比什凯克）。1994年至1998年间，他在吉尔吉斯斯坦国际大学学习国际关系专业，获学士学位。1998年，他加入吉尔吉斯斯坦外交部，任随员。同时，他自1998年至2001年继续在吉尔吉斯斯坦国际大学学习，获法学硕士学位。
2005年，艾达尔别科夫出任吉尔吉斯斯坦驻乌兹别克斯坦使馆参赞。2008年，他回国担任吉尔吉斯斯坦外交部多边合作处处长。同年，他再度被外派，在吉尔吉斯斯坦驻土库曼斯坦使馆担任参赞。2011年，他回到吉尔吉斯斯坦，出任总统办公厅外政局专家，后来升任总办外政局副局长。2012年至2016年，他在议会办公厅任对外联络和礼宾局局长。2016年4月18日，艾达尔别科夫出任吉尔吉斯斯坦驻日本大使。这期间，他自2014年至2017年在吉尔吉斯-俄罗斯斯拉夫大学攻读研究生。2018年10月17日，艾达尔别科夫被任命为吉尔吉斯斯坦外交部长，兩年後卸任。